# Sam Smith
Samuel Frederick Smith (født 19. maj 1992 i London) er en engelsk sanger og sangskriver. Smith blev kendt i oktober 2012 efter deres medvirken på singlen "Latch" af Disclosure, der opnåede en position som nummer 11 på den britiske hitliste. Efterfølgende medvirkede Sam Smith på Naughty Boys "La La La", der blev Smiths første nummer ét-hit i maj 2013.
I december 2013 blev Smith nomineret ved 2014 BRIT Critics' Choice Award og BBC's Sound of 2014-afstemning, og Smith vandt begge. Smith udgav sit debutalbum, In the Lonely Hour i maj 2014 på Capitol Records. Albummets første single, "Lay Me Down" blev udgivet før "La La La". Den anden single, "Money on My Mind" blev deres andet nummer ét-hit i Storbritannien.. Albummets tredje single, "Stay with Me" blev et internationalt hit, med en placering som nummer ét i Storbritannien og nummer to på den amerikanske Billboard Hot 100, mens fjerde single, "I'm Not the Only One" blev et top fem-hit i begge lande. Den femte single, "Like i Can" opnåede en placering som nummer ni i Storbritannien.
I december 2014 blev Smith nomineret til seks Grammy Awards, og vandt de fire: Best New Artist, "Stay with Me" for Record of the Year, Song of the Year, og In the Lonely Hour for Best Pop Vocal Album.
"In the Lonely Hour" har slået rekord med at ligge i top 5 på den britiske hitliste i over et år. En rekord Beatles ellers har haft i en årrække.

## Privatliv
I maj 2014 sprang Smith ud som homoseksuel og offentliggjorde at være i et forhold til en mand.
I oktober 2017 kom Smith ud som "genderqueer", og udtalte "Jeg føler mig lige så meget som en kvinde som jeg er en mand", om en periode i sin ungdom hvor Smith "ikke ejede noget mandetøj og bar fuld makeup i skolen". I september 2019 annoncerede Smith en beslutning om at komme ud som non-binær og bruge de kønsubestemte stedord they og them på engelsk, og udtalte "after a lifetime of being at war with my gender I've decided to embrace myself for who I am, inside and out..."

## Diskografi
- In the Lonely Hour (2014)
- The Thrill of It All (2017)